# Georges Anthuenis
Georges Maria Anthuenis (Lokeren, 9 augustus 1935) is een gewezen Belgisch politicus voor de PVV en de VLD.

## Levensloop
Anthuenis was secretaris van de Liberale Mutualiteit in Lokeren.
Hij werd politiek actief voor de PVV en was voor deze partij van 1977 tot 2000 gemeenteraadslid van Lokeren, waar hij van 1977 tot 1982 schepen en van 1995 tot 2000 burgemeester was. Zijn zoon Filip volgde hem in 2001 op als burgemeester.
Van 1981 tot 1985 was hij namens het kiesarrondissement Sint-Niklaas lid van de Kamer van volksvertegenwoordigers, waarna hij van 1985 tot 1995 in de Belgische Senaat zetelde: van 1985 tot 1991 als provinciaal senator voor Oost-Vlaanderen en van 1991 tot 1995 als rechtstreeks gekozen senator voor het kiesarrondissement Dendermonde-Sint-Niklaas. In de periode december 1981-oktober 1985, en opnieuw van januari 1992 tot mei 1995, had hij als gevolg van het toen bestaande dubbelmandaat ook zitting in de Vlaamse Raad. Bovendien was hij van 2000 tot 2007 provincieraadslid van Oost-Vlaanderen. 
Anthuenis kondigde op 28 april 2007 in de provincieraad van Oost-Vlaanderen op 71-jarige leeftijd zijn afscheid uit de actieve politiek aan. Bij de provincieraadsverkiezingen van 2012 was hij echter opnieuw kandidaat voor de Open Vld. Hij behaalde meer dan 3000 voorkeurstemmen, was opnieuw verkozen, en ging opnieuw zetelen. In juni 2013 gaf hij vrijwillig zijn ontslag om de jeugd meer kansen te geven en stopte hij definitief met de politiek.
Georges Anthuenis is de broer van de voetbaltrainer Aimé Anthuenis.